# European Football League 2011
La European Football League 2011 è stata la 25ª edizione del massimo torneo europeo per club di football americano.

## Squadre partecipanti
| Club                   | Città                     | Stadio                                | Sponsor ufficiale | Risultato nella stagione 2010                      |
| ---------------------- | ------------------------- | ------------------------------------- | ----------------- | -------------------------------------------------- |
| Badalona Dracs         | Badalona                  | Camp Municipal de Badalona            |                   | Prima fase EFL; semifinalisti LNFA                 |
| Berlin Adler           | Berlino                   | Friedrich-Ludwig-Jahn-Sportpark       |                   | Campioni d'Europa; vicecampioni di Germania        |
| Calanda Broncos        | Landquart                 | Stadion Ringstrasse                   |                   | Vincitori della EFAF Cup; campioni di Svizzera     |
| Carlstad Crusaders     | Karlstad                  |                                       |                   | Finalisti EFAF Cup; campioni di Svezia             |
| Danube Dragons         | Korneuburg                | Stadion Stadlau (Vienna)              |                   | Quarti di finale EFL; campioni d'Austria           |
| Graz Giants            | Graz                      | Stadion Eggenberg                     | JCL               | Semifinalisti EFL; semifinalisti AFL               |
| Kiel Baltic Hurricanes | Kiel                      | Holstein-Stadion                      |                   | Campioni di Germania                               |
| L'Hospitalet Pioners   | L'Hospitalet de Llobregat | Complex Esportiu de l'Hospitalet Nord |                   | Prima fase EFL; campioni di Spagna                 |
| Panthers Parma         | Parma                     | Stadio XXV Aprile                     |                   | Semifinalisti EFAF Cup; campioni d'Italia          |
| Prague Panthers        | Praga                     |                                       |                   | Prima fase EFL; vicecampioni della Repubblica Ceca |
| Spartiates d'Amiens    | Amiens                    | Stade du Grand Marais                 |                   | Campioni di Francia                                |
| Tirol Raiders          | Innsbruck                 | Tivoli-Neu Stadion                    | Swarco            | Semifinalisti EFL; vicecampioni d'Austria          |
| Vienna Vikings         | Vienna                    | Hohe Warte Stadion                    | Raiffeisen        | Finalisti EFL; semifinalisti AFL                   |

### Squadre ammesse di diritto alla fase ai playoff
- Tirol Raiders
- Graz Giants
- Vienna Vikings
- Berlin Adler

### Squadre partecipanti alla prima fase
- L'Hospitalet Pioners
- Panthers Parma
- Calanda Broncos
- Badalona Dracs
- Spartiates d'Amiens
- Kiel Baltic Hurricanes
- Carlstad Crusaders
- Prague Panthers
- Danube Dragons

## Stagione regolare

### Calendario

#### 1ª giornata
| Badalona 26 marzo 2011, ore 17:00 CEST | Badalona Dracs | 12 – 62 | Spartiates d'Amiens | Camp Municipal de Badalona |

#### 2ª giornata
| Vienna 2 aprile 2011, ore 15:00 CEST | Danube Dragons | 33 – 16 (3-0 9-3 7-6 14-7) | Prague Panthers | Stadion Stadlau |

| Amiens 2 aprile 2011, ore 20:00 CEST | Spartiates d'Amiens | 66 – 8 (14-0 20-8 20-0 12-0) | Badalona Dracs | Stade du Grand Marais |

#### 3ª giornata
| L'Hospitalet de Llobregat 9 aprile 2011, ore 17:00 CEST | L'Hospitalet Pioners | 20 – 33 (7-0 7-13 0-14 6-6) | Panthers Parma | Complex Esportiu L`Hospitalet Nord |

#### 4ª giornata
| Coira 16 aprile 2011, ore 17:00 CEST | Calanda Broncos | 42 – 0 (14-0 21-0 0-0 7-0) | L'Hospitalet Pioners | Stadion Ringstrasse |

#### 5ª giornata
| Kiel 23 aprile 2011, ore 15:00 CEST | Kiel Baltic Hurricanes | 20 – 22 (d.t.s.) (0-0 14-6 0-0 0-8 6-8) | Carlstad Crusaders | Holstein-Stadion |

| Parma 23 aprile 2011, ore 21:00 CEST | Panthers Parma | 14 – 31 (0-6 7-12 0-6 7-7) | Calanda Broncos | Stadio XXV Aprile |

### Classifiche
Le classifiche della regular season sono le seguenti:
- PCT = percentuale di vittorie, G = partite giocate, V = partite vinte,  P = partite perse, PF = punti fatti, PS = punti subiti

#### Gruppo 1
| Pos. | Squadra         | PCT   | G | V | N | P | PF | PS |
| ---- | --------------- | ----- | - | - | - | - | -- | -- |
| 1    | Danube Dragons  | 1.000 | 1 | 1 | 0 | 0 | 33 | 16 |
| 2    | Prague Panthers | .000  | 1 | 0 | 0 | 1 | 16 | 33 |

#### Gruppo 2
| Pos. | Squadra                | PCT   | G | V | N | P | PF | PS |
| ---- | ---------------------- | ----- | - | - | - | - | -- | -- |
| 1    | Carlstad Crusaders     | 1.000 | 1 | 1 | 0 | 0 | 22 | 20 |
| 2    | Kiel Baltic Hurricanes | .000  | 1 | 0 | 0 | 1 | 20 | 22 |

#### Gruppo 3
| Pos. | Squadra             | PCT   | G | V | N | P | PF  | PS  |
| ---- | ------------------- | ----- | - | - | - | - | --- | --- |
| 1    | Spartiates d'Amiens | 1.000 | 2 | 2 | 0 | 0 | 128 | 20  |
| 2    | Badalona Dracs      | .000  | 2 | 0 | 0 | 2 | 20  | 128 |

#### Gruppo 4
| Pos. | Squadra              | PCT   | G | V | N | P | PF | PS |
| ---- | -------------------- | ----- | - | - | - | - | -- | -- |
| 1    | Calanda Broncos      | 1.000 | 2 | 2 | 0 | 0 | 73 | 14 |
| 2    | Panthers Parma       | .500  | 2 | 1 | 0 | 1 | 47 | 51 |
| 3    | L'Hospitalet Pioners | .000  | 2 | 0 | 0 | 2 | 20 | 75 |

## Playoff

### Tabellone
|  | Quarti di finale | Quarti di finale    | Quarti di finale |              |    | Semifinali    | Semifinali | Semifinali |  |  | Eurobowl XXV | Eurobowl XXV  | Eurobowl XXV |
|  |                  |                     |                  |              |    |               |            |            |  |  |              |               |              |
|  |                  | Berlin Adler        | 35               |              |    |               |            |            |  |  |              |               |              |
|  | 1-1              | Danube Dragons      | 25               |              |    |               |            |            |  |  |              |               |              |
|  | 1-1              | Danube Dragons      | 25               |              |    | Berlin Adler  | 32         |            |  |  |              |               |              |
|  |                  |                     |                  |              |    | Berlin Adler  | 32         |            |  |  |              |               |              |
|  |                  |                     | Graz Giants      | 30           |    |               |            |            |  |  |              |               |              |
|  |                  | Graz Giants         | Graz Giants      | 30           | 41 |               |            |            |  |  |              |               |              |
|  |                  | Graz Giants         |                  |              | 41 |               |            |            |  |  |              |               |              |
|  | 1-2              | Carlstad Crusaders  | 24               |              |    |               |            |            |  |  |              |               |              |
|  |                  |                     |                  |              |    |               |            |            |  |  |              | Tirol Raiders | 27           |
|  |                  |                     |                  | Berlin Adler | 12 |               |            |            |  |  |              |               |              |
|  |                  | Tirol Raiders       | 41               |              |    |               |            |            |  |  |              |               |              |
|  | 1-3              | Spartiates d'Amiens | 6                |              |    |               |            |            |  |  |              |               |              |
|  | 1-3              | Spartiates d'Amiens | 6                |              |    | Tirol Raiders | 13         |            |  |  |              |               |              |
|  |                  |                     |                  |              |    | Tirol Raiders | 13         |            |  |  |              |               |              |
|  |                  |                     | Vienna Vikings   | 10           |    |               |            |            |  |  |              |               |              |
|  |                  | Vienna Vikings      | Vienna Vikings   | 10           | 15 |               |            |            |  |  |              |               |              |
|  |                  | Vienna Vikings      |                  |              | 15 |               |            |            |  |  |              |               |              |
|  | 1-4              | Calanda Broncos     | 12               |              |    |               |            |            |  |  |              |               |              |

### Quarti di finale
| Graz 7 maggio 2011, ore 16:00 CEST | Graz Giants | 41 – 24 (14-6 20-12 0-0 7-6) | Carlstad Crusaders | Stadion Eggenberg (1500 spett.) |

| Berlino 7 maggio 2011, ore 18:00 CEST | Berlin Adler | 35 – 25 (13-7 10-7 6-3 6-8) | Danube Dragons | Friedrich-Ludwig-Jahn-Sportpark (1242 spett.) |

| Innsbruck 7 maggio 2011, ore 20:00 CEST | Tirol Raiders | 41 – 6 (21-0 14-0 0-6 6-0) | Spartiates d'Amiens | Tivoli-Neu Stadion |

| Vienna 8 maggio 2011, ore 15:00 CEST | Vienna Vikings | 15 – 12 (7-6 0-6 6-0 2-0) | Calanda Broncos | Hohe Warte Stadion |

### Semifinali
| Berlino 28 maggio 2011, ore 18:00 CEST | Berlin Adler | 32 – 30 (0-0 0-21 14-0 18-9) | Graz Giants | Friedrich-Ludwig-Jahn-Sportpark (1212 spett.) |

| Innsbruck 28 maggio 2011, ore 20:00 CEST | Tirol Raiders | 13 – 10 (0-7 7-0 0-3 6-0) | Vienna Vikings | Tivoli-Neu Stadion (3900 spett.) |

### Eurobowl XXV
| Innsbruck 18 giugno 2011, ore 20:30 CEST | Tirol Raiders | 27 – 12 (10-0 7-6 7-0 3-6)                                      | Berlin Adler | Tivoli-Neu Stadion (8600 spett.) |
| Wise Q1 ( TD ) 5yd run Wiehberg Q1 ( pat ) Wiehberg Q1 ( FG ) 36yd Grein Q2 ( TD ) 3yd run Wiehberg Q2 ( pat ) Pröller Q3 ( TD ) enzone fumble recovery Wiehberg Q3 ( pat ) Wiehberg Q4 ( FG ) 35yd Marcatori Gonzales Q2 ( TD ) 13yd pass Toon Samjeske Q4 ( TD ) 14yd pass Toon |               |                                                                 |              |                                  |
| |               |                                                                 |              |                                  |
| Wise Q1 (TD) 5yd run Wiehberg Q1 (pat) Wiehberg Q1 (FG) 36yd Grein Q2 (TD) 3yd run Wiehberg Q2 (pat) Pröller Q3 (TD) enzone fumble recovery Wiehberg Q3 (pat) Wiehberg Q4 (FG) 35yd                                                                                               | Marcatori     | Gonzales Q2 (TD) 13yd pass Toon Samjeske Q4 (TD) 14yd pass Toon |              |                                  |

## Verdetti
- Tirol Raiders Campioni d'Europa 2011 (3º titolo)